# Around the World in a Day
Around the World in a Day je sedmi studijski album američkog glazbenika Princea (treći s njegovim sastavom The Revolution). Objavile su ga diskografske kuće Paisley Park Records i Warner Bros. Records na dan 22. travnja 1985. Album mijenja komercijalni zvuk Princeovog prethodnog albuma, Purple Rain, eksperimentalnijim psihodeličnim zvukom. Unatoč tome, Around the World in a Day bio je komercijalno uspješan. Jedan od ukupno četiri singla s albuma je i jedna od njegovih najpoznatijih pjesama "Raspberry Beret".

## Popis pjesama
| 1. | »Around the World in a Day« | 3:28 |
| 2. | »Paisley Park«              | 4:42 |
| 3. | »Condition of the Heart«    | 6:48 |
| 4. | »Raspberry Beret«           | 3:33 |
| 5. | »Tamborine«                 | 2:47 |

| 6. | »America«    | 3:42 |
| 7. | »Pop Life«   | 3:43 |
| 8. | »The Ladder« | 5:29 |
| 9. | »Temptation« | 8:18 |